# SN 1975P
SN 1975P – supernowa typu I odkryta 13 listopada 1975 roku w galaktyce NGC 3583. Jej maksymalna jasność wynosiła 14,44m.